# 中野道
中野 道（なかの みち、1989年1月29日 - ）は日本の写真家、文筆家、映像作家、ミュージシャン。

## 来歴
アメリカ・ノースカロライナ州出身。長野県松本市育ち、東京都在住。上智大学大学院文学研究科修士課程修了。
2015年、写真家・映像作家として活動をはじめる。
2016年、「MTV Video Music Awards Japan」最優秀邦楽新人アーティストビデオ賞に映像監督としてノミネート。
2020年、全一性をテーマにした写真集『あかつき』を発表。
2023年、写真集『Days in Between』を発表。
2024年、地元である松本PARCOにて、ポップアップイベント『Room 390』を主催。
ノイズ・パンクバンドModern Jazz Warを結成。ボーカル、ギター、ノイズを担当。

## 人物
ソニック・ユースの大ファンであり、愛用しているギターはジャズマスターとジャガー。
「みーこ」と「るた」という二匹の黒猫を飼っている。

## 作品

### 写真集
- 『あかつき』（実費出版 2020年）
- 『Days in Between』（実費出版 2023年）

### ミュージックビデオ
- 『The Running』Ykiki Beat（2015年）
- 『Let It Sway』DYGL（2016年）
- 『Good New Times』Gotch（2016年）
- 『Baby Don’t Cry』Gotch（2016年）
- 『Tokyo』雨のパレード（2016年）
- 『stage』雨のパレード（2016年）
- 『1969』雨のパレード（2016年）
- 『You』雨のパレード（2016年）
- 『Universal Metro』Maika Loubté（2016年）
- 『rhythm』iri（2016年）
- 『No More Anger』Manic Sheep（2016年）
- 『FLY』向井太一（2017年）
- 『Mountaintop』Maika Loubté（2019年）
- 『Prismé』Maika Loubté（2019年）
- 『Snappp feat. New Optimism』Maika Loubté（2019年）
- 『くだらない』羊文学（2022年）
- 『Leila』NTsKi（2023年）
- 『AND,』BOYNEXTDOOR（2024年）
- 『Always』TOSH（2024年）